# Epidesma littoralis
Epidesma littoralis är en fjärilsart som beskrevs av Rothschild 1911. Epidesma littoralis ingår i släktet Epidesma och familjen björnspinnare. Inga underarter finns listade i Catalogue of Life.